# Polüsztratosz (költő)
Polüsztratosz (i. e. 2. század) ókori görög epigrammaköltő. Feltehetőleg Latopoliszból származott.
Két epigrammáját őrzi az Anthologia Graeca, az egyik a fiúszerelemről szól, a másik Lucius Mummiusról, Korinthosz kegyetlen római meghódítójáról és kizsákmányolójáról. Egyik műve:
„Egy szívet kettős láng éget. Mért oda vizslatsz,
szem, mindig, hol már csöppnyi remény sem akad?
Antiokhoszt látod még, a szépet, arany Khariszokkal,
fénylő ifjak közt ő fejedelmi virág.
Vége legyen! Mért bámuljátok a lágy, aranyoska
Sztászikratészt? Küprisz font ibolyás koszorút
sarja fejére! Hevíts, égess láng, falj föl egészen,
egy szív kettőé így se, meg úgy se lehet.”